# Kolumna Trójcy Świętej w Ołomuńcu
Kolumna Trójcy Świętej  (cz. Sloup Nejsvětější Trojice) – kolumna w Ołomuńcu. Została wzniesiona w latach 1716–1754. Wszyscy artyści i rzemieślnicy pracujący przy budowie Kolumny byli obywatelami Ołomuńca, dlatego praca przy budowie była także wyrazem lokalnego patriotyzmu.

## Historia
Wznoszenie słupów czy też kolumn morowych rozpowszechniło się po soborze trydenckim, jest jedną z wyraźnych cech baroku. Za wzór służyła kolumna maryjna na Piazza Santa Maria Maggiore w Rzymie, wzniesiona w roku 1614.
Jako dziękczynienie za zwalczenie epidemii w Ołomuńcu pierwotnie zaproponowano budowę Kolumny Mariackiej na Dolnym Rynku. Jednak jej budowniczemu Wacławowi Renderowi, architektowi cesarskiemu i miejskiemu kamieniarzowi w Ołomuńcu, nie wydawała się ona dostatecznie dostojna, dlatego postanowił wybudować na sąsiednim Górnym Rynku wspanialszą kolumnę. Przedstawił swoją propozycję radzie miejskiej, przygotował projekt i pomógł go sfinansować.

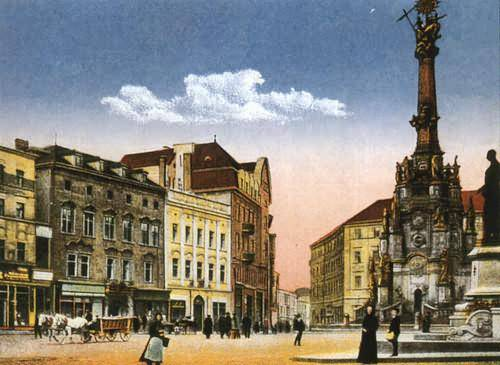
Kolumna Trójcy Świętej na Górnym Rynku w Ołomuńcu

Render nie zobaczył gotowej kolumny – zmarł, gdy wzniesiono pierwszą kondygnację. Zgodnie z jego testamentem cały jego majątek został przeznaczony na budowę kolumny. Także jego następcom, Franciszkowi Thoneckowi, Janowi Wacławowi Rokickiemu ani Augustynowi Scholtzowi nie było dane dożyć końca budowy. Budowę dokończył syn Rokickiego – Jan Ignacy. Rzeźbienie wspaniałych posągów rozpoczął Philipp Sattler. Po jego śmierci w tym samym stylu prace kontynuował Andrzej Zahner (wyrzeźbił w ciągu 7 lat 18 rzeźb i 9 płaskorzeźb). Nieco więcej szczęścia miał złotnik Szymon Forstner, który pozłocił miedziane rzeźby Trójcy Przenajświętszej i Wniebowzięcia Najświętszej Maryi Panny. Swoje prace skończył, jednak praca z toksyczną rtęcią nadwerężyła jego zdrowie.

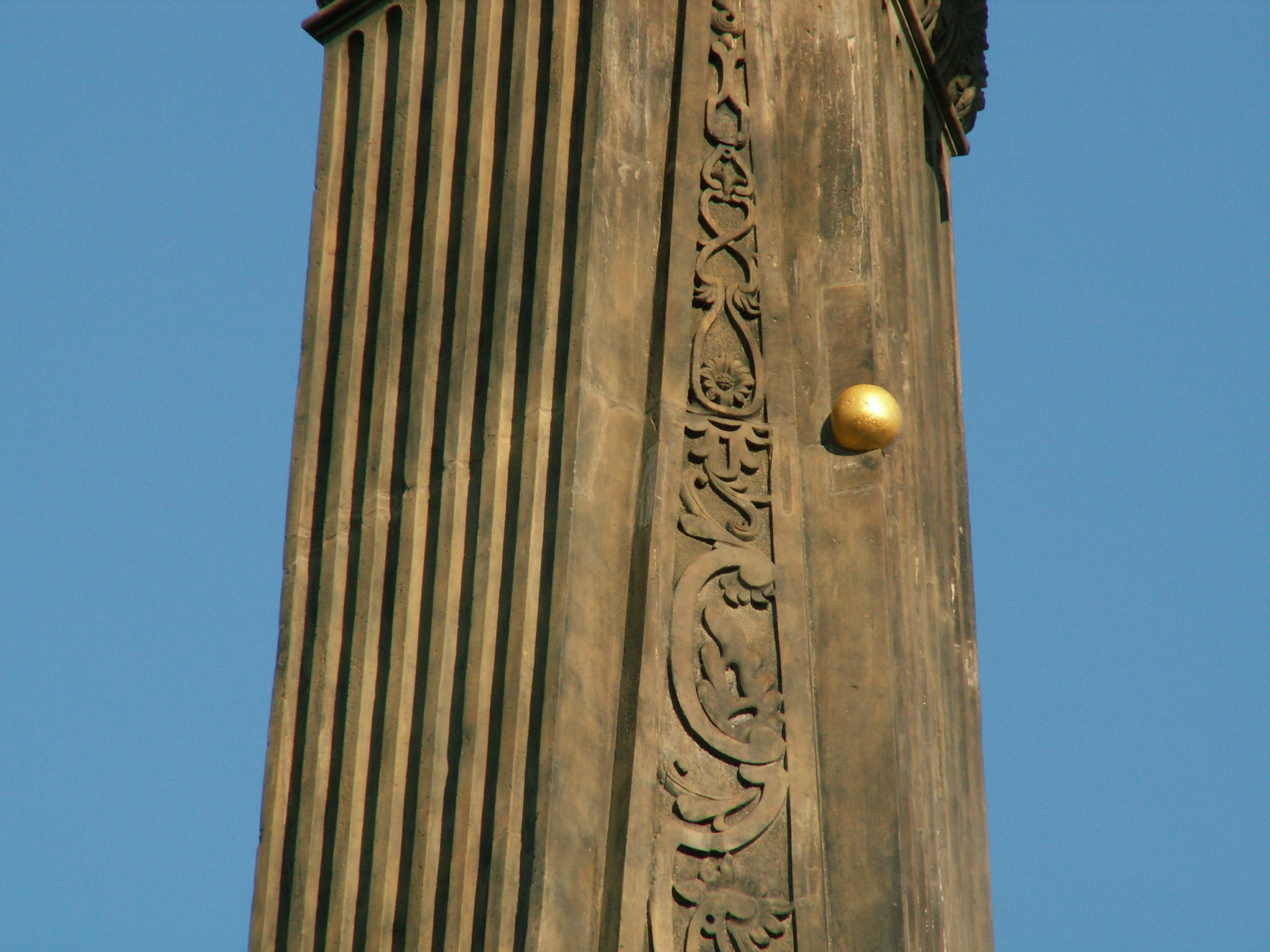
Pozłacana replika kuli z działa przypomina, że kolumna była niejednokrotnie ostrzeliwana z pruskich dział w czasie oblężenia w roku 1758.

Wszyscy pracujący przy budowie kolumny byli obywatelami Ołomuńca, dlatego kolumna stała się powodem ogromnej dumy mieszkańców miasta. Dnia 9 września 1754 r. kolumna została poświęcona w obecności cesarzowej Marii Teresy i jej męża Franciszka I Stefana. Fakt ten został uwieczniony w jednym z chronogramów na kolumnie.
Cztery lata później, gdy Ołomuniec był oblegany przez pruską armię, kolumna była nieraz ostrzelana. Obywatele ołomunieccy nie bacząc na niebezpieczeństwo udali się do pruskiego generała, aby jego żołnierze nie strzelali do kolumny. Generał James Keith przychylił się do prośby mieszkańców. Po wojnie kolumna została naprawiona, a w jednym z wyłomów osadzono pozłoconą kulę z działa, która do dziś przypomina ówczesne oblężenie Ołomuńca.

## Opis

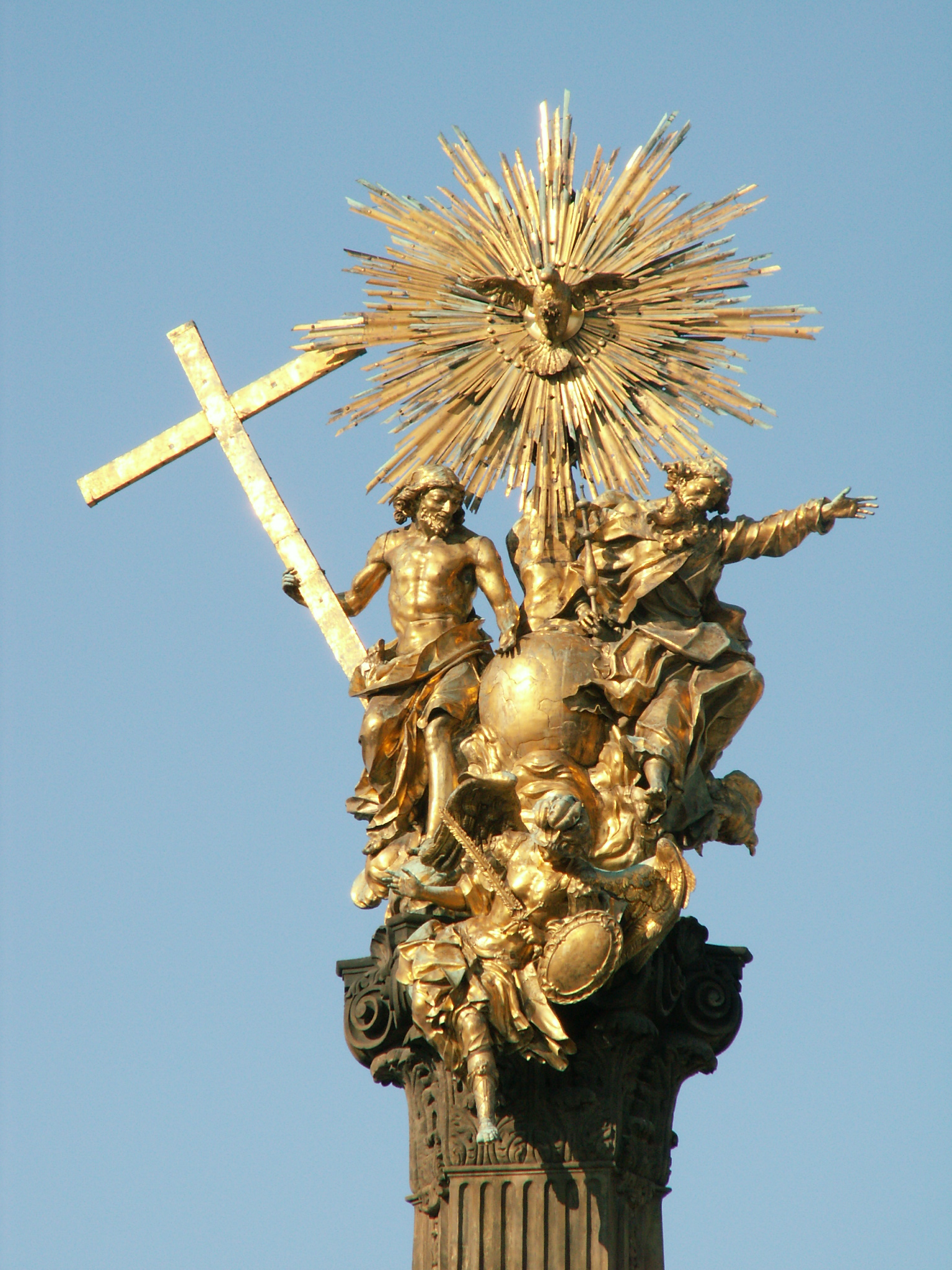
Pozłacana rzeźba Trójcy Świętej na szczycie kolumny

Słup zwieńczony jest pozłacaną miedzianą rzeźbą Trójcy Świętej. Na trzonie kolumny znajdują się rzeźbione przedstawienia Archanioła Gabriela i Wniebowzięcia Najświętszej Maryi Panny.
Trzypiętrowa podstawa kolumny otoczona jest 18 rzeźbami świętych i 14 płaskorzeźbami. Na najwyższym piętrze stoją święci związani z ziemskim życiem Jezusa – rodzice jego Matki: św. Anna i św. Joachim, jego opiekun św. Józef, św. Jan Chrzciciel. Umieszczono tam także figury św. Wawrzyńca i św. Hieronima – patronów kaplicy w ołomunieckim ratuszu. Na tym piętrze znajdują się także trzy płaskorzeźby przedstawiające Wiarę, Nadzieję i Miłość.
Piętro środkowe jest poświęcone świętym morawskim i czeskim: św. św. Cyrylowi i Metodemu, którzy w roku 863 przyszli szerzyć chrześcijaństwo na Morawach (św. Metody był arcybiskupem morawskim), św. Błażejowi (patron jednego z głównych kościołów Ołomuńca), św. Wojciechowi (patron m.in. Czech), św. Janowi Nepomucenowi i św. Janowi Sarkandrowi (jego figura została umieszczona na kolumnie zanim został ogłoszony błogosławionym).
Na najniższym piętrze można zobaczyć postacie św. Maurycego i św. Wacława (patrona Czech) – im poświęcono dwie znane ołomunieckie świątynie (kościół św. Maurycego i katedrę św. Wacława), św. Floriana (patrona Austrii), św. Jana Kapistrana (dwukrotnie przebywał w mieście), św. Antoniego oraz św. Alojzego Gonzagi (patrona studentów – jego figura manifestuje, jak Ołomuniec ceni swój uniwersytet).
Między tymi rzeźbami są umieszczone płaskorzeźby dwunastu apostołów. Na najniższym piętrze jest 12 rzeźb niosących światło (lucyferów).

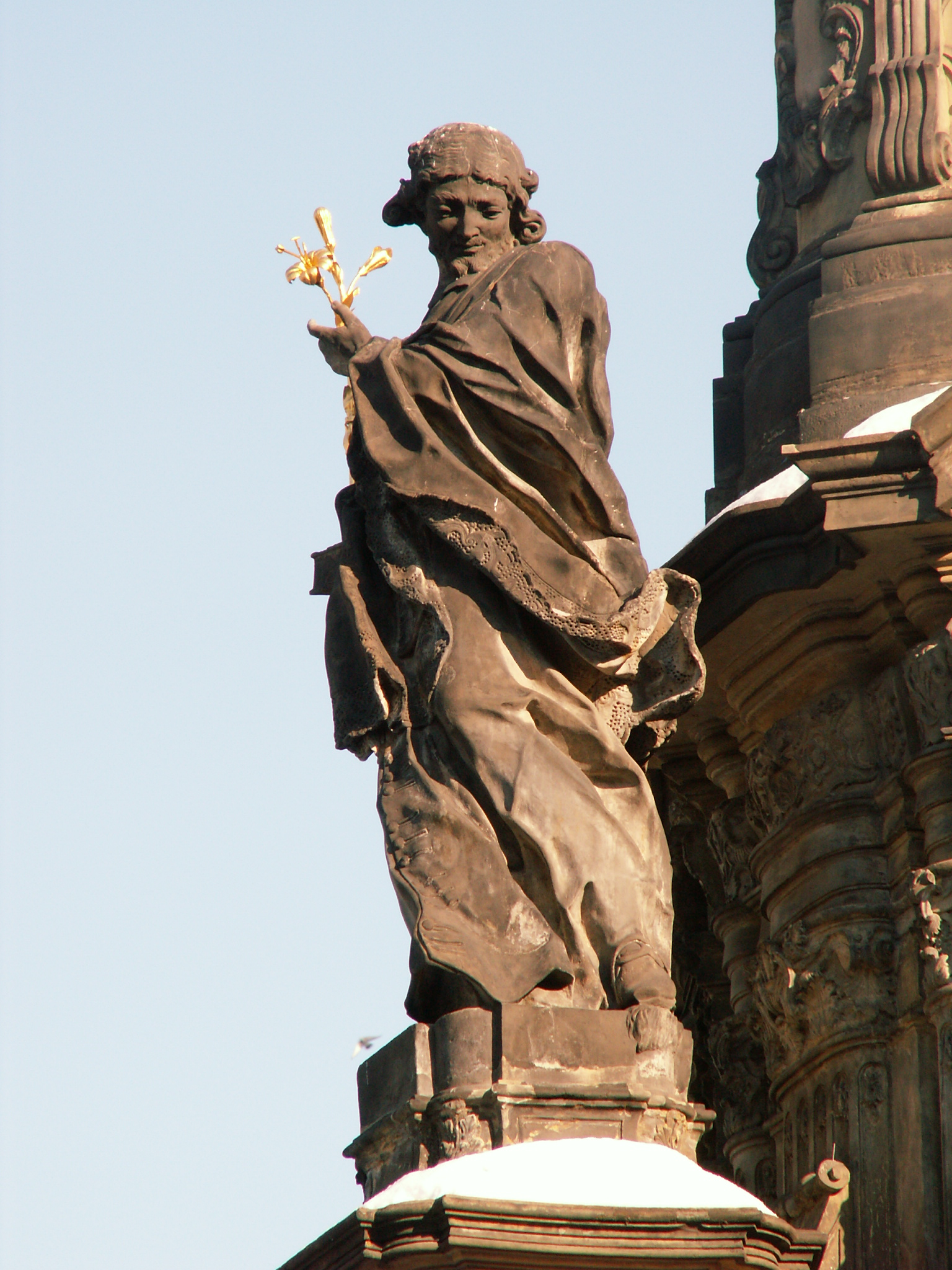
Rzeźba Jana Sarkandra

## Kaplica

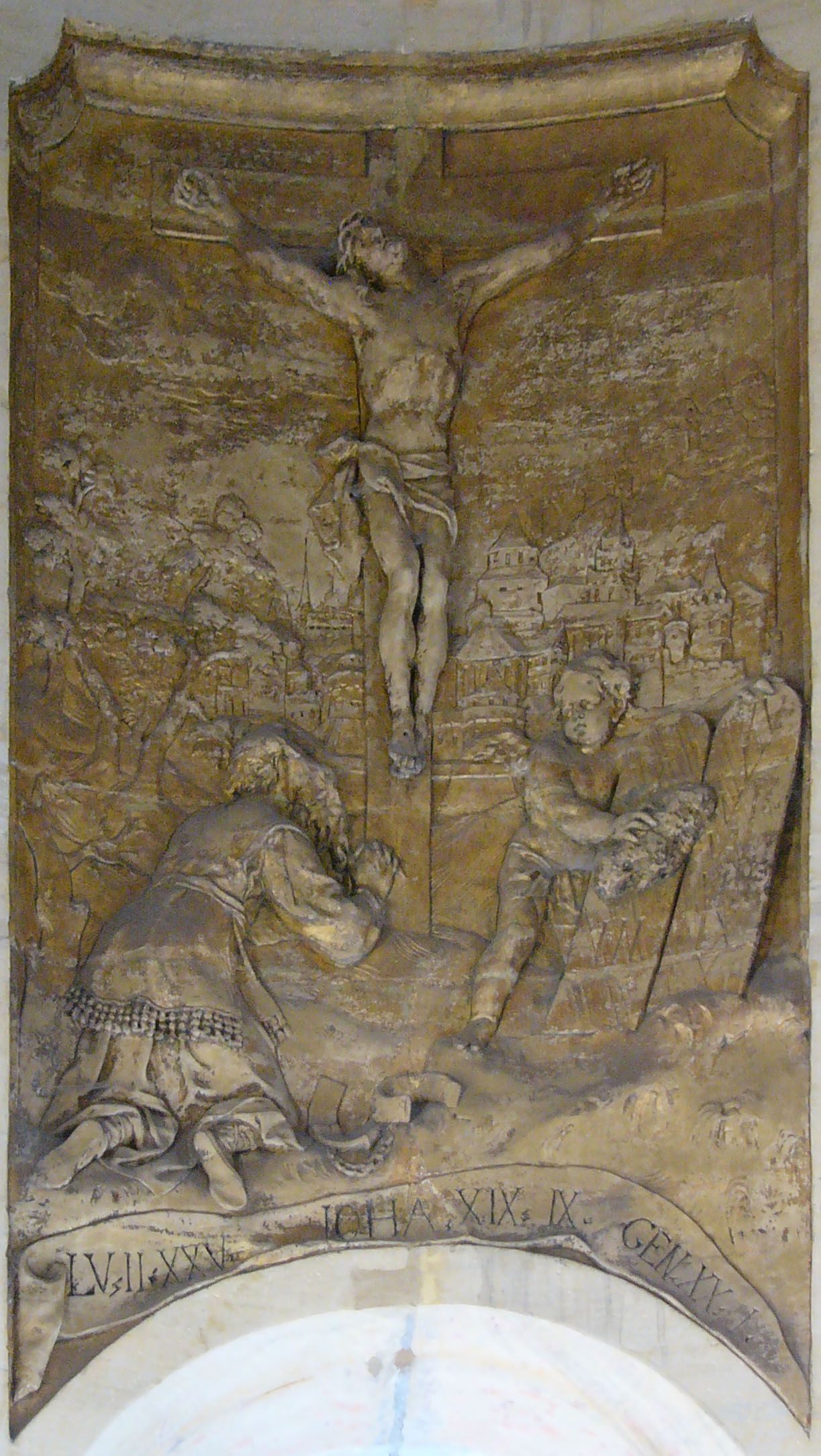
Płaskorzeźba ukrzyżowania Chrystusa

Kolumna ukrywa we wnętrzu małą kaplicę z płaskorzeźbami przedstawiającymi ofiarę Kaina, ofiarę Abla z pierworodnych jagniąt, pierwszą ofiarę całopalną Noego po potopie, ofiarę Abrahama i ukrzyżowanie Chrystusa. W tle tej płaskorzeźby można dojrzeć panoramę Jerozolimy i Ołomuńca.

## Współczesność
Kolumna ma 35 m wysokości, co czyni ją największą rzeźbą w Czechach. W roku 1995 została włączona wraz z Kolumną Mariacką do narodowych zabytków Republiki Czeskiej. W roku 2000 została umieszczona na liście światowego dziedzictwa kultury UNESCO.
W 2024 r. rozpoczęto rozległe prace restauracyjne kolumny, która praktycznie w całości otoczona jest rusztowaniami i osłonięta. Prace mają trwać do końca 2026 r.

## Chronogramy

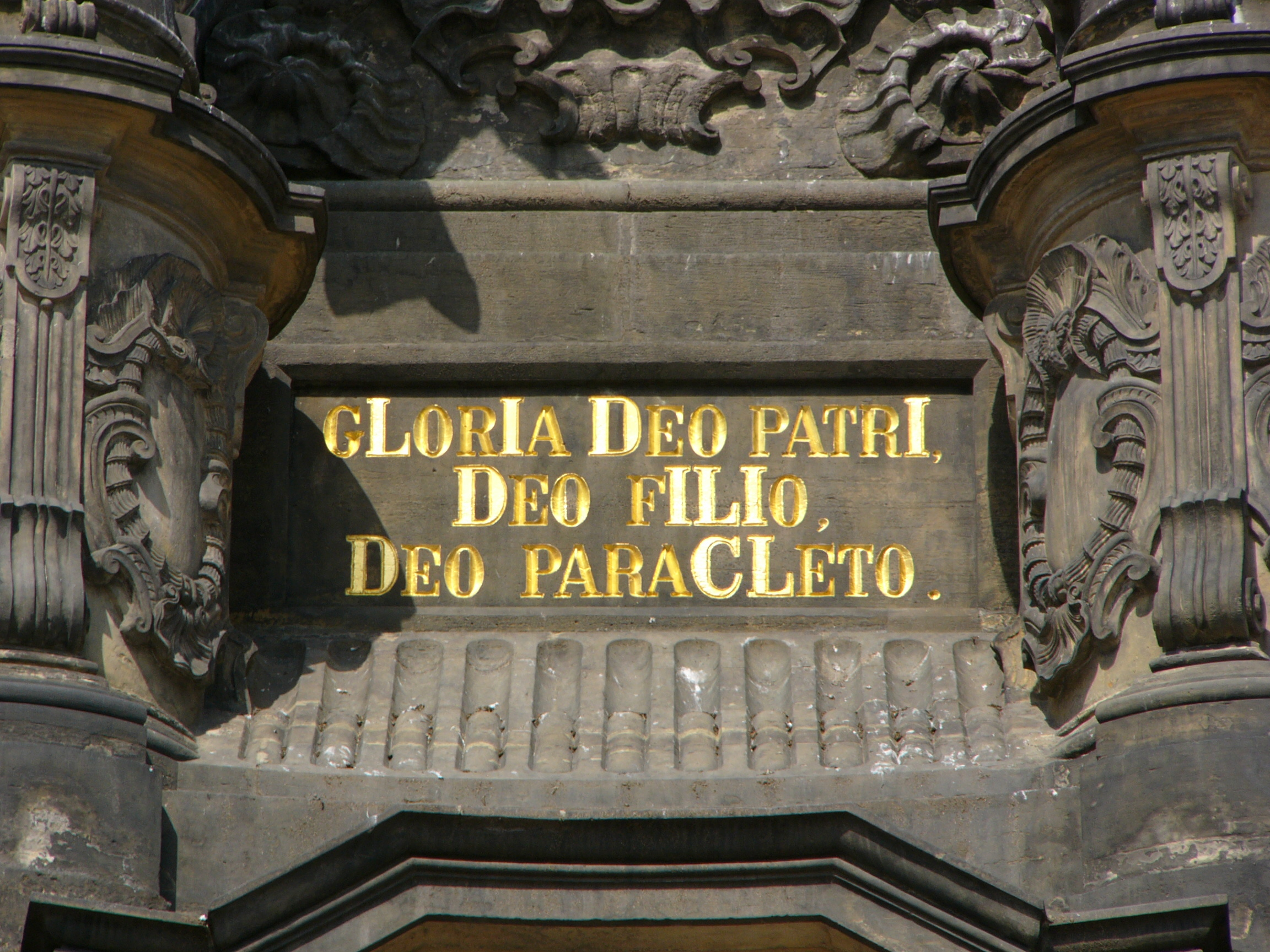
Chronogram na południowej stronie kolumny

Na kolumnie znajduje się szereg chronogramów. Większe litery w ich tekście oznaczają w zapisie rzymskim rok ukończenia budowy, tj. rok 1754.
- Chronogram na południowej stronie pod płaskorzeźbą św. Piotra:

TRIVNI VEROQVE DEO
PRAESENTIBVS AVGVSTIS
FRANCISCO ATQVE THERESIA
COLOSSVS ISTE
A CARDINALE TROIER
CONSECRATVS 9. SEPT.
- Chronogram na stronie południowej kolumny:

GLORIA DEO PATRI
DEO FILIO
DEO PARACLETO
- Chronogram stronie północno-wschodniej kolumny:

SACRATA SINT
EI SOLI
CORDA OMNIA
- Chronogram na stronie północno-zachodniej kolumny:

IN FIDE PLENA
SPE FIRMA
CHARITATE PERFECTA

## Znaczki pocztowe
Ołomuniecka Kolumna Trójcy Świętej została umieszczona na znaczku pocztowym o wartości 14 koron czeskich z 2002 roku. Rycinę przygotował Václav Fajt według projektu grafika Antonína Odehnala. 